# My Life II... The Journey Continues (Act 1)
My Life II... The Journey Continues (Act 1) é o décimo  álbum de estúdio da cantora de R&B Mary J. Blige. Intitulado como a sequência de seu álbum de 1994 My Life, o álbum foi lançado em 21 de novembro de 2011.

## Antecedentes
De mim para você, "Minha Vida II ... A jornada continua (juntos nesta vida)", explicou Bridge. "É um dom de ser capaz de se relacionar e se identificar com meus fãs em todos os momentos. Este álbum é um reflexo dos tempos e vidas das pessoas ao meu redor.

Mary J. Blige comentando sobre o nome do seu álbum.
O álbum foi confirmado em agosto de 2010, Blige já tinha começado a trabalhar para seu décimo álbum de estúdio com Swizz Beatz, Kanye West, Ne-Yo, DJ Premier, Drumma Boy, Ester Dean, Alicia Keys, Beyoncé, Jay-Z, Timbaland, Sean Garrett, Q-Tip, Salaam Remi, Maxwell, Raphael Saadiq, J.U.S.T.I.C.E. League, The Underdogs, Johnta Austin, Eric Hudson, Gorilla Tek, Don Pooh,  and Jerry "Wonder" Duplessis. Relatórios afirmou que o álbum seria intitulado LovHer e ser lançado no primeiro trimestre de 2011, mas Blige revelou ao Rap-Up, e durante sua turnê Saved My Life Tour em 2010, que ela estava com pressa para o lançamento do álbum e ela não tinha dado a ele um título ainda. A canção chamada "Anything You Want", com Busta Rhymes e Gyptian vazou na internet em agosto de 2010.
Além disso, foi revelado que o cantor e compositor Kevin Cossom também estava trabalhando com Blige, escrevendo canções para seu próximo álbum. O LP, gravado em Los Angeles, Nova York e Atlanta, vê Blige olhando para o futuro, reconhecendo o passado.
Em 21 de junho de 2011, uma faixa intitulada "Feel Inside", aparentemente com Nicki Minaj vazou na internet. Em uma entrevista com o MTV foi revelado que a pista estava na verdade em duas canções, as duas na verdade mão estavam juntas ainda, mas que alguém tinha colocado juntas. Blige revelou que, apesar da colaboração falsa, Minaj e Blige iriam colaborar juntas em uma canção, escrita por Andrea Martin. "Eu estava **** da sobre o vazamento da canção, porque isso não é justo e as pessoas não deveriam fazer isso", disse ela sem rodeios. "Mas eu estou sobre ela. Nós seguiremos em frente. Nós vamos fazer uma música mais quente."
Tudo o que eu fiz é muito bom. Grandes faixas, funky, você pode dançar para ele. Alguns é um híbrido de 808s com muita sinceridade, as linhas do piano para soul estava sobre eles. Você dançando e você no clube, mas você me sentindo de uma certa maneira, ao mesmo tempo. Tópicos muito emocionais e meio clássico de Blige em 2011.

## Lançamento e promoção
Swizz Beatz e eu, estamos no estúdio cozinhando algo realmente legal. "Quando se fala de abordagem para o novo álbum foi descrito crafting calor sonoro semelhante a seus dois primeiros álbuns de estúdio, mas Blige planeja atualizar o som." Será mais como um What's the 411? de 2012. É chefiado pela mesma direção, mas em um caminho novo. Não é o costumava ser. Agora, está indo na direção de Blige, que é R&B-hip-hop e soul, ... Se ela vai para a direção do clube, ele provavelmente será mais soulful do que futurista.

Swizz Beatz á "MTV.com".
Originalmente programado para um 20 de setembro de 2011 o álbum foi posteriormente adiado para 21 de novembro de 2011. A versão deluxe e o álbum também estará disponível nos Estados Unidos e Reino Unido. O CD estreou em #5 na parada de álbuns da Billboard, vedendo 167,000 cópias na primeira semana.
Mary J. Blige embarcou em turnês promocionais e performances ao vivo para My Life II... The Journey Continues (Act 1) e seus singles que acompanharam através do Reino Unido e América do Norte. A promoção começou com uma performance ao vivo em 01 de setembro de 2011 no programa de TV americano Good Morning America . Em 20 de outubro, Blige estreou uma nova música do álbum chamado, "Need Someone", no programa do Perez Hilton, "One Night In... New York City" concerto beneficente para GLSN.
Durante todo o mês de novembro, Blige estará se apresentando em inúmeros shows, incluindo Black Girls Rock (06 de novembro), no American Music Awards (20 de novembro), Macy's Thanksgiving Day Parade (24 de novembro), e no The View (29 de novembro)
Chelsea Lately (25 de novembro). Além disso, Blige também embarcar em uma turnê pelos EUA para promover o álbum. Blige também irá executar a versão original do álbum na íntegra, com shows em Oakland (11 de novembro), Los Angeles (17 de novembro), Nova York (23 de novembro) e Atlanta (25 de novembro). Em 19 de dezembro de 2011, Blige se apresentou no "VH1 Divas Celebrates Soul".

## Singles
- "25/8" foi lançado para download digital em 01 de setembro de 2011, como primeiro single do álbum.[30] A canção foi produzida e co-escrito por Eric Hudson. Blige cantou a música ao vivo, pela primeira vez em Good Morning America em 02 de setembro de 2011.[31] A canção estreou na Hot R&B/Hip-Hop Songs em #94, e desde então chegou ao #36.[32]
- "Mr. Wrong", com Drake, foi lançado como o segundo single do álbum em 28 de outubro de 2011.[33] A canção foi co-produzido por Jim Jonsin e Rico Love.[34]

## Faixas
| N.º | Título                                  | Compositor(es)                                                   | Produtor(es)                              | Duração |  |
| 1.  | "Intro"                                 | Mary Jane Blige                                                  | Mary J. Blige, Jerry Duplessis            | 1:16    |  |
| 2.  | "Feel Inside" (featuring Nas)           | M.J. Blige, Nasir Jones, Jerry Duplessis                         | Jerry Duplessis                           | 5:07    |  |
| 3.  | "Midnight Drive" (featuring Brook Lynn) | Pierre Medore, Richard Butler, Jr.                               | Rico Love, Pierre Medore                  | 4:12    |  |
| 4.  | "Next Level" (featuring Busta Rhymes)   | Blige, Trevor Smith, Jr., Richard Butler Jr.                     | Rico Love, Danja                          | 4:13    |  |
| 5.  | "Ain't Nobody"                          | Rodney Jerkins, Frankie Storm, Blige, Hawk Wolinski              | Darkchild                                 | 4:03    |  |
| 6.  | "25/8"                                  | Blige, Crystal Johnson, Eric Hudson                              | Eric Hudson                               | 3:55    |  |
| 7.  | "Don't Mind"                            | Blige, Priscilla Renea, Jerry Duplessis                          | Jerry Duplessis                           | 3:57    |  |
| 8.  | "No Condition"                          | Blige, Kevin Cossom, Danja                                       | Danja                                     | 4:27    |  |
| 9.  | "Mr. Wrong" (featuring Drake)           | James Scheffer, Richard Butler Jr., Daniel Morris, Aubrey Graham | Jim Jonsin, Rico Love                     | 4:01    |  |
| 10. | "Why" (featuring Rick Ross)             | Blige, Dave Young, Eric Hudson                                   | Eric Hudson                               |         |  |
| 11. | "Love a Woman" (featuring Beyoncé)      | Blige, Timothee Menardini, Sean Garrett, Beyoncé Knowles         | Sean Garrett, Beyoncé Knowles, BridgeTown | 4:31    |  |
| 12. | "Empty Prayers"                         | Blige, Crystal Johnson, Coby Kenneth, Christopher Stewart        | Tricky Stewart                            | 3:15    |  |
| 13. | "Need Someone"                          | Matt Morris                                                      |                                           | 3:55    |  |
| 14. | "The Living Proof"                      | Blige, Thomas Newman, Harvey Mason, Damon Thomas                 | The Underdogs                             | 5:55    |  |

## Paradas musicais
| Paradas (2011)                          | Melhor posição |
| --------------------------------------- | -------------- |
| Canadá Canadian Albums Chart            | 38             |
| Países Baixos (MegaCharts)              | 95             |
| Itália (FIMI)                           | 96             |
| Suíça (Swiss Albums Chart)              | 31             |
| Estados Unidos (Billboard 200)          | 5              |
| Estados Unidos (Top R&B/Hip-Hop Albums) | 3              |